# Административное деление Новороссийской губернии на 1 января 1783 года

## Новороссийская губерния. 1 января 1783 года
Новороссийская губерния 1 января 1783 года делилась на провинции и уезды
- общее число провинций — 4
- общее число уездов — 12
- центр губернии — Кременчуг
- переименованы:

1. Славянская провинция (1783 год) в Никопольскую провинцию
2. Екатерининский уезд Елизаветградской провинции (25 июня 1781 года) в Ольвиопольский уезд
3. Ингульский уезд Славянской провинции (1783 год) в Криворожский уезд
4. Крюковский уезд Елизаветградской провинции (1783 год) в Петриковский уезд
5. Новосанжарский уезд Полтавской провинции (1783 год) в Кобеляцкий уезд
6. Саксаганский уезд Славянской провинции (1783 год) в Новокодацкий уезд
7. Славянский уезд Славянской провинции (1781 год) в Никопольский уезд

- список уездов:

1. 1. Кременчугский

- список провинций:

1. Елизаветградская провинция
  1. Елизаветградский уезд
  2. Ольвиопольский уезд
  3. Петриковский уезд
2. Полтавская провинция
  1. Кобеляцкий уезд
  2. Полтавский уезд
3. Никопольская провинция
  1. Криворожский уезд
  2. Никопольский уезд
  3. Новокодацкий уезд
4. Херсонская провинция
  1. Казыкерменский уезд
  2. Новопавловский уезд
  3. Херсонский уезд